# Нагорье (Белгородская область)
Нагорье — посёлок в Ровеньском районе Белгородской области России. Административный центр Нагорьевского сельского поселения.

## История
Село Нагорье возникло в 1930-е годы XX века.
В 1968 году указом Президиума ВС РСФСР посёлок центральной усадьбы совхоза «Ровеньский» переименован в Нагорье.

## Известные жители

- Герой социалистического труда Шило Екатерина Ефимовна (1925-2010)

## Население
| 2002 | 2010 |
| ---- | ---- |
| 887  | ↘848 |

## Памятники

- Мемориал советским воинам, павшим в годы Великой отечественной войны.